# Senna stipulacea
Senna stipulacea är en ärtväxtart som först beskrevs av William Aiton, och fick sitt nu gällande namn av Howard Samuel Irwin och Rupert Charles Barneby. Senna stipulacea ingår i släktet sennor, och familjen ärtväxter.

## Underarter
Arten delas in i följande underarter:
- S. s. anglorum
- S. s. stipulacea